# Matiloxis juventina
Matiloxis juventina là một loài bướm đêm trong họ Noctuidae.